# Coïncidences entre Abraham Lincoln et John Kennedy
Pour les articles homonymes, voir Coïncidence (homonymie).
La liste des coïncidences entre Abraham Lincoln et John F. Kennedy, respectivement seizième et trente-cinquième président des États-Unis est une légende urbaine d'origine américaine qui a commencé à devenir populaire peu après l'assassinat du président Kennedy en 1963, après avoir été d'abord publiée dans le G.O.P. Congressional Committee Newsletter du Parti républicain,.
Martin Gardner montra l'inexactitude de la liste dans un article publié dans Scientific American, publié à nouveau en 1985 dans son livre The Magic Numbers of Dr. Matrix. La version examinée par Gardner contenait 16 points, mais d'autres listes ont circulé avec bien plus de points. La liste est encore en circulation, bien que sa véracité et sa pertinence aient été à de multiples reprises remises en cause.
Ce thème des coïncidences entre Lincoln et Kennedy a été popularisé en France par la chanson Un siècle après de Serge Reggiani sortie en 1967, sur des paroles d'Alain Robin.
|                 |  |                 |
| Abraham Lincoln |  | John F. Kennedy |

## Les coïncidences
La liste ci-dessous présente les coïncidences les plus souvent mentionnées à partir de 1964[réf. nécessaire]. 
1. Les noms Lincoln et Kennedy contiennent sept lettres.
2. Lincoln fut élu au Congrès en 1846, Kennedy en 1946.
3. Lincoln fut élu président en 1860, Kennedy en 1960.
4. Mais l'un des deux seulement, Abraham Lincoln, décéda après une réélection et périt avec à son actif une deuxième reconnaissance par le suffrage universel.
5. Tous les deux étaient impliqués dans la défense des droits civiques.
Lincoln défend l’abolition de l’esclavage et Kennedy défend l’émancipation des Noirs. L’aboutissement de cette lutte : le 13e amendement de la Constitution qui abolit l’esclavage est ratifié le 18 décembre 1865, huit mois après la mort de Lincoln, alors que le Civil Rights Act reconnaissant les droits civiques aux noirs est voté en juillet 1964, huit mois après la mort de Kennedy. Aucun des deux présidents n’a vu le résultat de sa lutte de son vivant, survenu dans un même délai après leur décès. Leur engagement dans ces causes reste très lié à la contrainte politique conjoncturelle.
6. Tous deux perdirent un enfant alors que le couple présidentiel résidait à la Maison-Blanche.
Les prénoms des enfants décédés sont différents : William Wallace Lincoln et Patrick Kennedy. Les dates de décès divergent également : 20 février 1862 (Lincoln) et 9 août 1963 (Kennedy), sans relation de jours, mois ou années. L’âge des enfants décédés est également très différent : onze ans et deux mois (Lincoln) et deux jours (Kennedy), et la cause du décès des enfants l'est aussi : fièvre typhoïde (Lincoln) et prématurité (Kennedy). Le nombre des enfants présidentiels et leurs sexes divergent aussi : quatre fils pour Lincoln et trois enfants (deux fils, une fille) pour Kennedy. Ajoutons la naissance d’un enfant durant son mandat pour le seul Kennedy. Enfin au contraire de Kennedy, Lincoln a perdu un autre de ses enfants, avant sa présidence : son fils Edward Baker, né le 10 mars 1846, décède le 1er février 1850.
7. Tous les deux furent assassinés un vendredi. 
Lincoln fut assassiné un vendredi, mais mourut le lendemain, alors que Kennedy succombe le jour même de son assassinat.
8. Tous les deux furent assassinés par derrière d'une balle dans la tête
9. Tous les deux furent assassinés en présence de leur épouse qui se tenait à côté d'eux.
10. Les deux assassins venaient d'un État du sud.
11. Les deux assassins furent abattus avant d'avoir été jugés.
12. Les deux assassins, John Wilkes Booth et Lee Harvey Oswald, sont connus sous leurs patronymes complets. Ceux-ci contiennent le même nombre de lettres : quinze. 
Il s'agit ici d'une constatation a posteriori basée sur l'usage des historiens de désigner des personnages historiques par leurs noms complets. En fait, il est peu vraisemblable que Booth ait été connu comme « John Wilkes », et on sait que Oswald était appelé simplement « Lee ». Dans le même ordre d'idées, John Fitzgerald Kennedy n'a été connu sous ce nom qu'après son décès[5].
13. On dit souvent que l'assassin de Lincoln (John Wilkes Booth) est né en 1839 et l’assassin de Kennedy (Lee Harvey Oswald) est né en 1939.
Mais en réalité John Wilkes Booth est né le 18 mai 1838, et non en 1839.
14. Booth fut tué par la police le 26 avril 1865 douze jours après l'assassinat en tentant de s'évader, Oswald deux jours après le 24 novembre 1963 quand il était prisonnier dans un commissariat de police, par un civil armé Jack Ruby qui n'avait rien à y faire. Ce fait nourrit toutes les spéculations sur un complot et d'éventuels complices.
15. Booth tira sur Lincoln dans un théâtre puis se réfugia dans un entrepôt. Lee Harvey Oswald tira depuis un entrepôt puis se réfugia dans une salle de cinéma (theater en anglais). 
Outre l'approximation dans le mot « theatre », Booth ne s'est pas réfugié dans un entrepôt, mais fut tué alors qu'il se cachait dans une grange.
16. Le théâtre où mourut Lincoln s'appelait le « Ford's Theater ». La voiture dans laquelle Kennedy fut assassiné était une Lincoln. La Lincoln de Kennedy était fabriquée par Ford,
17. Le secrétaire de Lincoln s'appelait Kennedy et celle de Kennedy s'appelait Lincoln 
En fait, le secrétaire de Lincoln s'appelait John Nicolay (en). La secrétaire de Kennedy s'appelait Evelyn Lincoln (en), mais Lincoln est un nom très commun.
18. Les successeurs de Lincoln et Kennedy s'appelaient Andrew Johnson et Lyndon Johnson. Ils étaient tous deux des démocrates du Sud.
Mais John F. Kennedy et Lyndon B. Johnson appartenaient l'un et l'autre au parti démocrate alors qu'Abraham Lincoln était républicain et Andrew Johnson démocrate. Tout sudiste qu'il était, L. Johnson avait des positions favorables à la déségrégation similaires à celles de Kennedy, et il poursuivit après novembre 1963 sa politique. Au contraire, Andrew Johnson tenta après avril 1865 de rompre avec la politique émancipatrice de Lincoln.
19. Andrew Johnson est né en 1808, Lyndon Baines Johnson est né en 1908.

### Autres coïncidences
Des sources récentes, notamment avec l'apparition d'Internet,  ont ajouté de nouvelles coïncidences à la liste. Certaines avérées, d'autres erronées, voire fantaisistes. Sur le web, Death.com, un site américain consacré au paranormal, propose jusqu'à 202 coïncidences.
- Stephen Douglas, concurrent de Lincoln et battu à l'élection présidentielle de 1860, était né en 1813 ; Richard Nixon, concurrent de Kennedy et battu à l'élection de 1960, était né en 1913[7].
- La semaine précédant son assassinat, Lincoln était à Monroe dans le Maryland, alors que la semaine précédant son assassinat, Kennedy était en compagnie de Marilyn Monroe. Cette coïncidence apparue récemment est facilement réfutée par les faits. Marilyn Monroe était morte depuis plus d'un an avant l'assassinat de Kennedy (elle décède le 5 août 1962), et il n'existe pas de ville nommée Monroe dans le Maryland[8].
- Robert et Edward sont les prénoms de deux des fils de Lincoln (Robert Todd Lincoln (1843–1926) et Edward Baker Lincoln (1846-1850)), et de deux des frères de Kennedy (Edward Kennedy et Robert Kennedy)[9].
- En 1861, le policier John Kennedy (en) sauve le président Lincoln d'une tentative d'assassinat à Baltimore. Cet événement est l'objet d'un film sorti en 1951, Le Grand Attentat[10],[11],[12].

## Réfutations
En 1992, le Skeptical Inquirer proposa à ses lecteurs un « challenge de coïncidences bizarres entre présidents ». Un des gagnants produisit seize coïncidences entre Kennedy et Álvaro Obregón, un ancien président mexicain. Un autre produisit des séries de coïncidences entre des paires de présidents américains.
Jonathan C. Smith auteur en 2009 de Pseudoscience and Extraordinary Claims of the Paranormal: A Critical Thinker montre le caractère aléatoire et non significatif de ces « synchrodestinées », et indique que l'on peut trouver autant de coïncidences entre les deux autres présidents assassinés, William McKinley et James Abram Garfield. Entre autres exemples, Garfield et McKinley étaient républicains, tous deux sont nés dans l'Ohio, et tous les deux furent assassinés en septembre en début de mandat.